# Tetranychus pamiricus
Tetranychus pamiricus är en spindeldjursart som beskrevs av P. Mitrofanov och Strunkova 1980. Tetranychus pamiricus ingår i släktet Tetranychus och familjen Tetranychidae. Inga underarter finns listade i Catalogue of Life.